# Toxorhina parasimplex
Toxorhina parasimplex är en tvåvingeart som beskrevs av Hynes 1988. Toxorhina parasimplex ingår i släktet Toxorhina och familjen småharkrankar. Inga underarter finns listade i Catalogue of Life.